# Východní Makedonie a Thrákie
Východní Makedonie a Thrákie (řecky: Ανατολική Μακεδονία και Θράκη) je kraj Řecka. Má 5 prefektur: Drama, Kavala, Xanthi, Rhodope a Evros. Jeho rozloha je 14 157 km2 a hlavním městem je Komotiní. Kraj sousedí na západě s řeckým krajem Střední Makedonie, na severu s Bulharskem a na východě s Tureckem. Jižní břehy omývá Thrácké moře, které je částí Egejského moře.